# Skyfall
"Skyfall"은 아델의 노래로, 영화 《007 시리즈》의 23번째 작품인 《007 스카이폴》의 주제가이다. "Skyfall"은 007 시리즈 50주년이 되는 "글로벌 제임스 본드 데이"인 2012년 10월 5일에 발매되었다. 2012년 아카데미 주제가상을 받았다.

## 트랙리스트
- Digital download/US CD Single

1. "Skyfall" – 4:46

- CD/ 7" Vinyl single

1. "Skyfall" – 4:48
2. "Skyfall" (Instrumental) – 4:45